# Helmuth Gräff
Helmuth Gräff (né le 12 avril 1958 à Gars am Kamp) est un peintre autrichien.

## Biographie

### Famille
Helmuth Gräff est le fils de Rudolf Gräff (1919-2006), homme politique de Gars am Kamp, et de Leopoldine Kimmerl (1923-2023) depuis Vienne-Schwechat. Ses ancêtres dans la famille paternelle ont toujours été des esprits libres politiques et religieux et avaient leur propre blason et venait d'une lignée de la noble famille De Graeff . Il épouse en 1983 Martina Maria Gach, la fille de l'architecte Richard Gach. Leur fils Matthias Laurenz Gräff sera aussi peintre et président de l'association de la famille mondiale Graeff (Familienverband Gräff-Graeff e.V.). En 2003, Helmuth Gräff fait un second mariage avec Sonja Egger.

### Profession
Helmuth Gräff étudie en 1977 à la Wiener Kunstschule auprès de Fritz Martinz puis à l'académie des beaux-arts de Vienne dans les classes de Gustav Hessing et Friedensreich Hundertwasser. Il finit ses études avec un diplôme en 1983. Le travail se concentre dans des compositions souvent de grand format s'inspirant du Bardo Thödol ou ayant pour sujet les paysages urbains ou ruraux, des nus, des portraits et des natures mortes. Ses voyages, accompagné de son épouse Sonja Gräff, l'amènent à travers l'Autriche, l'Italie (Toscane, Ombrie), le Midi de la France et la Floride.
Le style pictural de Gräff est enraciné d'une part dans l'héritage artistique de Vincent van Gogh, d'autre part il peut également être considéré comme un précurseur ou un héritage de la Neue Wilden.

## Source de la traduction
- (de) Cet article est partiellement ou en totalité issu de l’article de Wikipédia en allemand intitulé « Helmuth Gräff » (voir la liste des auteurs).